# Benedetto Sinigardi
Benedetto Sinigardi (* 1190 in Arezzo, Italien; † 1282 ebenda) war ein italienischer Franziskaner. Nach der Überlieferung geht von ihm der Brauch des Angelusgebetes aus.

## Leben

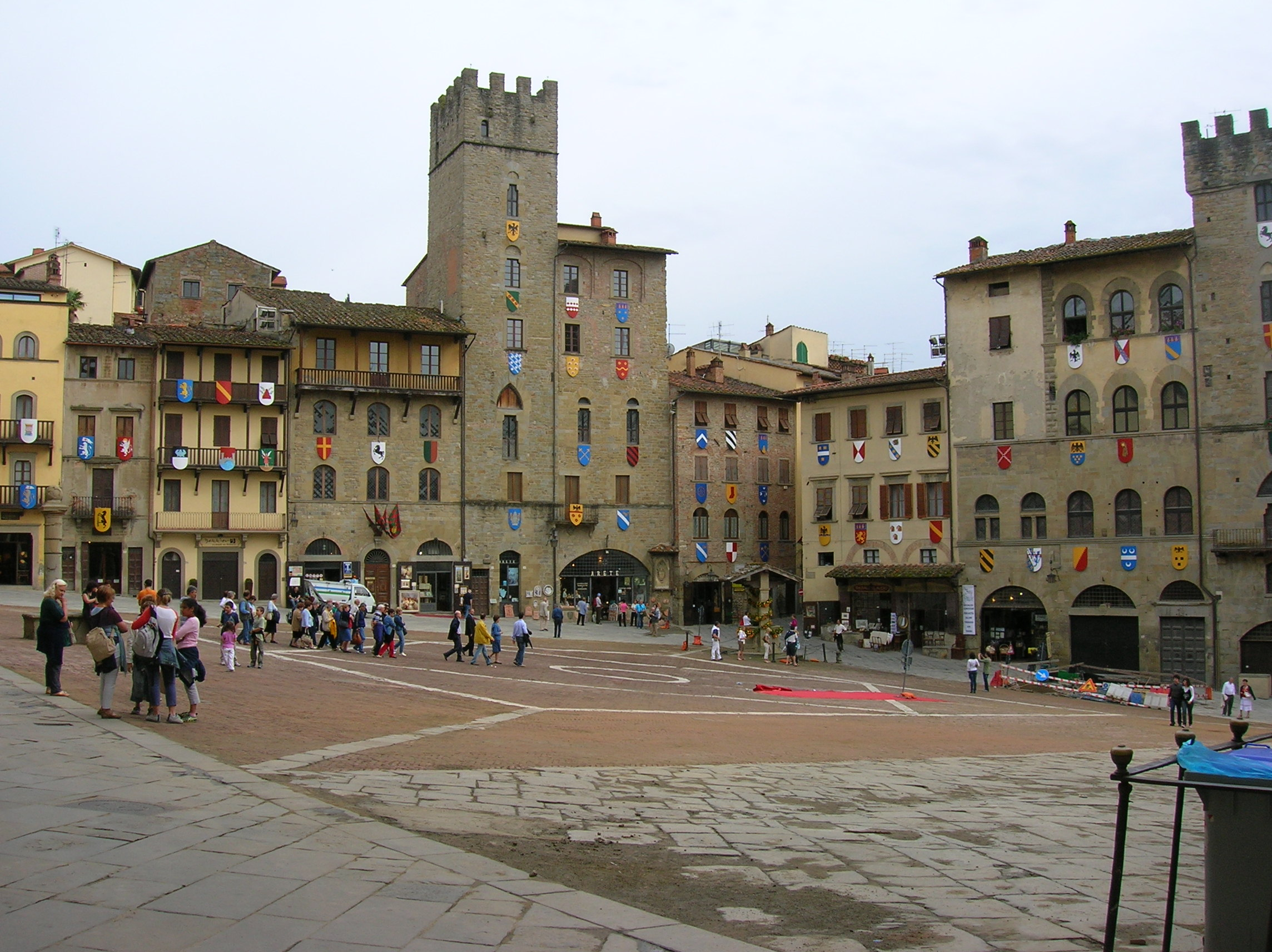
Piazza Grande in Arezzo: Hier hörte Benedetto Sinigardi die Predigt des hl. Franz von Assisi, die ihn dazu bewog, Franziskaner zu werden

Benedetto Sinigardi stammte von einer adeligen und in Arezzo sehr einflussreichen Familie ab. Während einer Predigt des hl. Franziskus von Assisi in seiner Heimatstadt, entschloss er sich, Franziskaner zu werden und wurde vom hl. Franziskus selbst eingekleidet.
Mit 27 Jahren wurde Benedetto Provinzial von Ancona, vier Jahre später wurde er in den Nahen Osten gesandt, wo er 20 Jahre wirkte. Er durchreiste Rumänien, Griechenland und die heutige Türkei. Papst Innozenz IV. schickte ihn nach Konstantinopel, um beim Lateinischen Patriarchat von Konstantinopel zu arbeiten. Danach zog er nach Syrien und Palästina, wo er Kustos des Heiligen Landes wurde. Im Jahr 1241 kam Benedetto Sinigardi wieder in sein Heimatkloster in Arezzo zurück. Dort führte er den Gesang einer marianischen Antiphon ein; dazu sollte eine Glocke geläutet werden. Dieser Brauch wurde zur Grundlage des Angelusgebetes, wie man es heute kennt. Nach seinem Tod im Jahr 1282 entstand eine lokale Verehrung Benedetto Sinigardis.
Papst Johannes Paul II. suchte am 23. Mai 1993 das Grab Benedetto Sinigardis in Arezzo auf und sagte: Es ist immer wirkungsvoll, mitten im Tag innezuhalten und ein marianisches Gebet zu sprechen. Heute ist es besonders bedeutsam, weil wir uns an dem Ort befinden, an dem nach der Überlieferung der Brauch des Angelusgebetes ausgegangen ist.